# 흰발올드필드쥐
흰발올드필드쥐(Thomasomys niveipes)는 비단털쥐과에 속하는 설치류이다. 콜롬비아에서만 발견된다.